# Цзиньюнь
Цзинью́нь (кит. упр. 缙云, пиньинь Jìnyún) — уезд городского округа Лишуй провинции Чжэцзян (КНР).

## История
Уезд был выделен из уезда Юнкан во времена империи Тан в 696 году.
После образования КНР в 1949 году был создан Специальный район Лишуй (丽水专区), и уезд вошёл в его состав.В 1952 году Специальный район Лишуй был расформирован, и уезд перешёл в состав Специального района Цзиньхуа (金华专区). В 1963 году Специальный район Лишуй был воссоздан, и уезд вернулся в его состав. В 1973 году Специальный район Лишуй был переименован в Округ Лишуй (丽水地区).
В 2000 году округ Лишуй был преобразован в городской округ.

## Административное деление
Уезд делится на 3 уличных комитета, 7 посёлков и 8 волостей.